# 马尔科·德尔韦基奥
马尔科·德尔韦基奥（義大利語：Marco Delvecchio，1973年4月7日—），意大利男子足球运动员。他曾代表意大利参加2002年国际足联世界杯。他也曾参加1996年夏季奥林匹克运动会。